# Quantian
Quantian је самопокретачки, самоконфигуришући систем Гну Линукса на једном CD-ROM-у, односно DVD-у. Заснован је на Кнопиксу и кластерском Кнопиксу. Има око 1GB додатног софтвера са фокусом на квантитативне, нумеричке и научне програме. Програмски пакети укључују доста софтвера са сајтова CRAN, BioConductor и Rmetrics; потом Octave, програмски језик питон (заједно са додацима за Scientific Python, NumPy и BioPython); нешто рачунарских алгебарских система, нешто графичких и визуелизујућих пакета, као и велики број других научних или нумеричких пакета.
У састав Quantian-а најчешће улазе:
- KDE - основно графичко окружење
- XMMS, Kaffeine - медија плејери
- KPPP dialer, ISDN utilities, WLAN - алати за приступ интернету
- Mozilla Firefox, Konqueror - веб браузери
- K3b - CD, DVD плејер
- The GIMP - програм за манипулацију сликама
- Tools for data rescue and system repair
- Network analysis and administration tools
- OpenOffice - канцеларијски софтвер
- Kile, Lyx
- R - статистички софтвер
- Octave - Matlab клон
- Scilab, another Matlab clone
- GSL - GNU научна библиотека
- Maxima - рачунарски алгебарски систем
- Python - програмски језик
- Fityk - софтвер за цртање кривих
- Ghemical - хемија
- Texmacs - едитор
- GRASS GIS - ГИС
- OpenDX - систем за визуелизацију података
- Gnuplot - алат за плотовање
- LabPlot - алат за манипулацију података и штампу